# Синьаньцзяншуйку
Синьаньцзяншуйку́ (кит. 新安江水庫) — водохранилище на реке Синьаньцзян, расположенное в провинции Чжэцзян, Китай. Образовалось в 1959 году после сооружения гидроэлектростанции.
На водоёме расположено 1078 островов из-за чего известно как Озеро Тысячи Островов. Общая площадь водохранилища равна 573 км², объём — 17,8 км³. Общая площадь островов составляет около 86 км².
Водохранилище известно своей чистой водой, на которой даже основан китайский бренд минеральной воды Nongfu Spring. Водоём является важной туристической достопримечательностью провинции Чжэцзян.

## История
В 1994 году приобрело печальную известность после того, как трое бандитов напали на лодку тайваньских туристов, убив всех 32 пассажиров. Довольно грубый подход официальных лиц КНР к расследованию инцидента привёл к росту антикитайских настроений на Тайване.
В 2002 году на дне водоёма были найдены два древних города, возраст которых оценивается в 1800 лет. В эпоху Восточной династии Хань (25-220) здесь располагались уезды Чуньань и Суйань, которые были затоплены при создании водохранилища. В ходе погружений был найден и обследован город Суйань, постройки которого сохранились в хорошем состоянии.